# Etheostoma longimanum
Etheostoma longimanum is een straalvinnige vissensoort uit de familie van de echte baarzen (Percidae). De wetenschappelijke naam van de soort is voor het eerst geldig gepubliceerd in 1888 door Jordan.